# Galsterlohe
Galsterlohe ist ein Ortsteil der Gemeinde Georgenberg im Bezirk Oberpfalz im Landkreis Neustadt an der Waldnaab.

## Geographische Lage
Der Weiler Galsterlohe liegt ungefähr zwei Kilometer westlich von Georgenberg im Zottbachtal, an der Staatsstraße 2396 zwischen Danzermühle und Unterrehberg. Nördlich von Galsterlohe erhebt sich der 620 Meter hohe Ziegelberg. Östlich des Ziegelberges mündet der von Norden kommende Kreuzbuchenbach in den Zottbach. Südlich von Galsterlohe befindet sich der 628 Meter hohe Schlüsselstein.

## Geschichte
Im 18. Jahrhundert entstanden am Zottbach Spiegelschleifen und Polierwerke. Galsterlohe gehörte zusammen mit Danzerschleif, Hagenmühle und Bartlmühle zu den ältesten dieser Spiegelschleifen. Diese Schleifwerke bezogen Rohglas aus Böhmen und von der Glashütte in Frankenreuth. Nürnberg und Fürth waren die Hauptabnehmer für die geschliffenen Gläser und Spiegel.
Ende des 18. Jahrhunderts bildeten Galsterlohe mit 16 Familien und Rehberg mit 17 Familien die Gemeinde Rehberg.
1808 wurden Steuerdistrikte gebildet. Dimpfl war Steuerdistrikt. Zum Steuerdistrikt Dimpfl gehörten außer Dimpfl selbst die Dörfer Faislbach, Rehberg und Vorderbrünst, der Weiler Neuenhammer und die Einöden Galsterlohe und Hammermühle.
1830 wurde die Gemeinde Rehberg in die Gemeinde Dimpfl eingemeindet. Damit kam Galsterlohe zur Gemeinde Dimpfl. Zur Gemeinde Dimpfl gehörten Dimpfl selbst, Galsterlohe, Hammermühle, Kühtränk, Papiermühle, Prollermühle, Rehberg, Rehlohe und Schmidtlerschleif.
1832 erweiterte Baptist Schedl sein Schleifwerk in Galsterlohe. Baptist Schedl war zu dieser Zeit Besitzer der Glashütte in Frankenreuth. 1844 gab es in Galsterlohe zwei, 1855 bereits drei Glasschleifen.
1867 hatte Galsterlohe 69 Einwohner und 10 Gebäude. Dabei wurde Ziegelhütte mit zu Galsterlohe gerechnet. Galsterlohe gehörte zur Gemeinde Dimpfl zu der außer Dimpfl selbst mit 123 Einwohnern und 39 Gebäuden noch Hammermühle mit 11 Einwohnern und 3 Gebäuden, Kühtränk mit 11 Einwohnern und 4 Gebäuden, Papiermühle mit 12 Einwohnern und 4 Gebäuden, Prollermühle mit 6 Einwohnern und 4 Gebäuden, Rehberg mit 94 Einwohnern und 24 Gebäuden, Rehloh mit 9 Einwohnern und 3 Gebäuden, Schmidtlerschleif mit 25 Einwohnern und 4 Gebäuden zählten.
1887 betrieb die Firma Kupfer&Glaser eine Spiegelschleife in Galsterlohe.
1970 fand eine Volksabstimmung zur freiwilligen Gebietsreform statt. In der Folge wurde zum 1. Januar 1971 die Gemeinde Dimpfl nach Georgenberg eingemeindet. Auf diese Weise gelangte auch Galsterlohe in die Gemeinde Georgenberg.

## Religion
Galsterlohe gehört zur Pfarrei Neukirchen zu St. Christoph und zum Dekanat Leuchtenberg.
Die ältesten Einträge in die Kirchenbücher der Pfarrei Neukirchen zu St. Christoph zur Ortschaft Galsterlohe stammen aus dem Jahr 1757 (Taufmatrikel).
1838 hatte Galsterlohe 9 Häuser und 71 Katholiken. Galsterlohe war zu dieser Zeit zu 100 % katholisch.
1913 hatte Galsterlohe 7 Häuser und 52 Katholiken. Die Pfarrei Neukirchen zu St. Christoph hatte zu dieser Zeit 1474 Katholiken und 6 Protestanten.
1990 lebten in Galsterlohe 45 Katholiken. Die Pfarrei Neukirchen zu St. Christoph hatte zu dieser Zeit 1541 Katholiken und 24 Nichtkatholiken.

## Sehenswertes
Bei Galsterlohe führen Brücken über den Zottbach, der sich hier in mehrere Arme aufspaltet. Bei diesen Brücken wechselt der Glasschleiferweg von der südlichen Seite des Zottbaches bei Unterrehberg auf die nördliche Seite des Zottbaches bei Galsterlohe. Dieser Wanderweg führt in nördlicher Richtung vom Zottbach weg zwischen Weiherberg und Ziegelberg zum 7-Insel-Weiher. Dort windet er sich nach Westen um den Weiherberg herum und schließlich wieder nach Süden zurück zum Zottbach. Über Neuenhammer und Hagenmühle verläuft er am Zottbach entlang nach Pleystein. In nördlicher Richtung verläuft er am Zottbach über Unterrehberg und Danzerschleif nach Georgenberg.